# 川瀬七緒
川瀬 七緒 （かわせ ななお、1970年4月28日-）は、日本のデザイナー、推理作家。

## 経歴
福島県白河市出身。文化服装学院に進学し、服装科デザイン専攻科を卒業した。1991年、服飾デザイン会社に就職し、子供服のデザイナーとなる。その後、フリーのデザイナーとして、子供服のデザインを手がけている。長らく東京都に在住していたが、結婚を機に神奈川県横浜市に居住する。2007年から小説の執筆に取り組んでいる。2010年には、第20回鮎川哲也賞で『静寂のモラトリアム』が最終候補となった。同年、第56回江戸川乱歩賞で『ヘヴン・ノウズ』が最終候補となった。2011年、2度目の応募で、玖村まゆみの『完盗オンサイト』とともに『よろずのことに気をつけよ』が第57回江戸川乱歩賞を受賞した。同コンテストで女性作家のW受賞は史上初である。
2019年、法医昆虫学捜査官シリーズ（講談社）が第五回吉川英治文庫賞の候補となる。
2021年、ヴィンテージガール（講談社）が第四回細谷正充賞受賞。
2022年、ヴィンテージガール（講談社）が第75回推理作家協会賞長編部門の候補となる。
2024年、四日間家族（KADOKAWA）が第一回大人の推理小説大賞（文藝春秋）の候補となる。
2025年、詐欺師と詐欺師（中央公論社）が第78回推理作家協会賞長編部門の候補となる。

## 人物
デザイナーと作家としての活動を並行して行っているが、デザイナーと作家の共通点について「無から何かを作り出す点、人と違う視点で物事を見る点が、似ている」と語っている。 

## 作品リスト

### 単行本

#### 法医昆虫学捜査官シリーズ
- 147ヘルツの警鐘 法医昆虫学捜査官（2012年7月 講談社）
  - 【改題】法医昆虫学捜査官（2014年8月 講談社文庫）
- シンクロニシティ 法医昆虫学捜査官（2013年4月 講談社 / 2015年8月 講談社文庫）
- 水底の棘 法医昆虫学捜査官（2014年7月 講談社 / 2016年8月 講談社文庫）
- メビウスの守護者 法医昆虫学捜査官（2015年10月 講談社 / 2017年12月 講談社文庫）
- 潮騒のアニマ 法医昆虫学捜査官（2016年10月 講談社 / 2019年2月 講談社文庫）
- 紅のアンデッド 法医昆虫学捜査官（2018年4月 講談社 / 2020年8月 講談社文庫）
- スワロウテイルの消失点 法医昆虫学捜査官（2019年7月 講談社 / 2021年7月 講談社文庫）
- 18マイルの境界線　法医昆虫学捜査官（2025年7月 講談社）

#### 賞金稼ぎスリーサム！シリーズ
- 賞金稼ぎスリーサム！（2019年10月 小学館 / 2023年8月 小学館文庫）
- 賞金稼ぎスリーサム！ 二重拘束のアリア（2020年7月 小学館）

#### 仕立屋探偵 桐ヶ谷京介シリーズ
- ヴィンテージガール 仕立屋探偵 桐ヶ谷京介（2021年2月 講談社）
- クローゼットファイル 仕立屋探偵 桐ヶ谷京介（2022年7月 講談社）

#### ノンシリーズ
- よろずのことに気をつけよ（2011年8月 講談社 / 2013年8月 講談社文庫）
- 桃ノ木坂互助会（2014年2月 徳間書店 / 2016年1月 徳間文庫）
- 女學生奇譚（2016年6月 徳間書店 / 2019年7月 徳間文庫）
- フォークロアの鍵（2017年5月 講談社 / 2019年10月 講談社文庫） - 『小説現代』連載「おろんくち」より改題
- テーラー伊三郎（2017年12月 KADOKAWA）
  - 【改題】革命テーラー（2020年10月 角川文庫）
- うらんぼんの夜（2021年6月 朝日新聞出版 / 2023年12月 朝日文庫）
- 四日間家族（2023年3月 KADOKAWA）
- 詐欺師と詐欺師（2024年5月 中央公論新社）

### アンソロジー
- ザ・ベストミステリーズ2022（2022年6月 講談社）「攻撃のSOS」 - 編：日本推理作家協会
  - 【改題】2022 ザ・ベストミステリーズ（2025年4月 講談社文庫）
- ザ・ベストミステリーズ2023（2023年6月 講談社）「美しさの定義」 - 編：日本推理作家協会
- Jミステリー2024 FALL（2024年10月 光文社文庫）「沼の底、さらに底」 - 編：光文社文庫編集部
- 七つの大罪（2025年7月 宝島社）「移住クライシス」

### 単行本未収録作品
- 殺生リミット（『小説現代』2011年12月号）
- 料理教室（『小説現代』2014年9月号）
- 鬼神の子（『小説現代』2015年9月号）
- KS動物探偵事務所（『小説現代』2017年9月号）
- 安全柵（『小説現代』2018年9月号）
- ワーストランキング（『ジャーロ (文芸誌)|ジャーロ』No.99 2025 MARCH - ）